# Dischord Records
Dischord Records is een in Washington D.C. gesticht onafhankelijk platenlabel gespecialiseerd in onafhankelijk punk muziek uit de D.C. muziekscene. Het bedrijf is gesticht door Ian MacKaye en Jeff Nelson in 1980 met de intentie platen uit te brengen van lokale hardcore punk bands.
Bands als Minor Threat, Government Issue, The Faith, Void, Youth Brigade, Iron Cross, Embrace, Rites of Spring, Nation of Ulysses, Scream, Soulside, Gray Matter, Jawbox, Marginal Man, Shudder to Think, Dag Nasty, Lungfish en Fugazi hebben albums uitgebracht op Dischord Records.

## Artiesten
Lijst van artiesten die op het Dischord label materiaal hebben uitgebracht.

### Jaren 80
- Teen Idles (1979-1980)
- Untouchables (1979-1981)
- Artificial Peace (1980-1981)
- State of Alert (1980-1981)
- Faith (1980-1983)
- Minor Threat (1980-1983)
- Void (1980-1983)
- Red C (1981)
- Skewbald/Grand Union (1981)
- Youth Brigade (1981)
- Deadline (1981-1982)
- Iron Cross (1981-1985)
- Government Issue (1981-1989)
- Scream (1981-1990)
- Marginal Man (1982-1988)
- Double-O (1983)
- Gray Matter (band) (1983-1986, 1990-1993)
- Beefeater (1984-1986)
- Rites of Spring (1984-1986)
- Embrace (1985-1986)
- Dag Nasty (1985-1991)
- Egg Hunt (1986)
- One Last Wish (1986)
- Shudder to Think (1986-1998)
- Three (1986-1988)
- Soulside (1986-1989)
- Ignition (1986-1989)
- Fire Party (1986-1990)
- Happy Go Licky (1987-1988)
- Fugazi (1987-2001)
- Fidelity Jones (1988-1990)
- Nation of Ulysses (1988-1992)
- Lungfish (1988-)
- Severin (1989-1993)
- High Back Chairs (1989-1993)
- Holy Rollers (1989-1995)
- Trusty (1989-1997)
- Jawbox (1989-1997)

### Jaren 90
- Autoclave (1990-1991)
- Circus Lupus (1990-1993)
- Branch Manager (1990-1997)
- Hoover (1992-1994)
- Slant 6 (1992-1995)
- Smart Went Crazy (1993-1998)
- The Crownhate Ruin (1994-1996)
- The Warmers (1994-1997)
- The Make-Up (1995-2000)
- Bluetip (1995-2002)
- Capitol City Dusters (1996-2003)
- El Guapo (1996-2006)
- Faraquet (1997-2001)
- Q and Not U (1998-2005)
- Beauty Pill (1999-)

### Jaren 00
- The Pupils (2000-)
- Antelope (2001-)
- The Evens (2001-)
- French Toast (2001-)
- Black Eyes (2001-2004)
- The Aquarium (2002-)
- Medications (2003-)
- Soccer Team (2006-)
- Deathfix (2009-)
- Alarms & Controls (2010-)
- The EFFECTS (2014-)